# 7641 Cteatus
A 7641 Cteatus (ideiglenes jelöléssel (7641) 1986 TT6) egy kisbolygó a Naprendszerben. Milan Antal fedezte fel 1986. október 5-én.